# Slaget om Nordkalotten
Slaget om Nordkalotten var ett av de stora fältslagen under andra världskriget. Slaget om Nordkalotten mellan Sovjetunionen och Nazityskland inleddes den 7 oktober 1944. Det var den största drabbning som någonsin utkämpats norr om polcirkeln och är det näst största slaget i nordisk historia. Sovjet drev bort de tyska trupperna från Murmansk oblast och nordöstra Norge. Den norska staden Kirkenes med omnejd befriades av Röda armén. När tyskarna retirerade från norska Finnmark fylke använde de den brända jordens taktik. Det innebar att samtliga byggnader brändes eller sprängdes, allt annat fördes bort eller förstördes. Befolkningen evakuerades. På ryska och engelska kallas slaget för "Petsamo-Kirkenes-operationen".

## Militära förluster
På den tyska sidan stupade drygt 10 000 och på den sovjetiska drygt 20 000 soldater. Över 200 sovjetiska och 140 tyska flygplan sköts ned.

### Lapplandskriget 1944-1945 i andra världskriget

6. SS-Gebirgs-Division Nord

Waffen-SS (6. SS-Gebirgs-Division Nord) slogs i Lapplandskriget. Den största delen av samer bor i denna region. Det fanns möten mellan samer och tyska styrkor men inte några kända samiska anhängare till Hitlers nazistparti.